# Mrzla Gora
Mrzla Gora är ett berg på gränsen mellan Österrike och Slovenien.   Det ligger i distriktet Völkermarkt och förbundslandet Kärnten, i den sydöstra delen av Österrike, 250 km sydväst om huvudstaden Wien. Toppen på Mrzla Gora är 2 203 meter över havet, eller 220 meter över den omgivande terrängen. Bredden vid basen är 1,1 km. Mrzla Gora ingår i Savinjske Alpe.
Terrängen runt Mrzla Gora är bergig söderut, men norrut är den kuperad. Trakten är glest befolkad. Närmaste större samhälle är Bad Eisenkappel, 12,4 km norr om Mrzla Gora. 